# Abtauschvariante (Spanische Partie)
Die Abtauschvariante der Spanischen Partie ist eine Eröffnungsvariante im Schach. Sie entsteht nach den Zügen
1. e2–e4 e7–e5

2. Sg1–f3 Sb8–c6

3. Lf1–b5 a7–a6

4. Lb5xc6 d7xc6
und ist in den ECO-Codes unter C68–C69 klassifiziert.
Die Grundidee von Weiß ist die Bildung einer Bauernmajorität am Königsflügel mit gleichzeitiger Entwertung der schwarzen Majorität am Damenflügel (Doppelbauer auf der c-Linie). Nach dem Abtausch des weißen d-Bauern gegen den schwarzen e-Bauern wäre das reine Bauernendspiel für Weiß meistens gewonnen.
Die Abtauschvariante wurde in erster Linie vom Schaffen zweier Weltmeister geprägt: Emanuel Lasker und Bobby Fischer. Sie war zwar schon im 19. Jahrhundert bekannt, größere Bedeutung erlangte sie jedoch erst nach der Partie Lasker – Tarrasch im WM-Wettkampf 1908, in der Weiß den kleinen Vorteil der besseren Bauernstruktur im Endspiel verwerten konnte. Lasker konnte dadurch aber nicht die allgemeine Meinung ändern, dass das schwarze Läuferpaar eine mehr als ausreichende Kompensation für den Entwicklungsnachteil und die Verschlechterung der Bauernstruktur darstellt. Auch die turnierentscheidende Partie Lasker – Capablanca, St. Petersburg 1914 erregte Aufsehen.
4. … b7xc6 beengt die schwarze Stellung und lässt das schwarze Läuferpaar nicht zur Geltung kommen. Weiteres 5. d2–d4 e5xd4 6. Dd1xd4 bringt eine dominante Stellung für die weiße Dame.
Fischer spielte die Abtauschvariante bei der Schacholympiade 1966 in Havanna dreimal gegen starke Gegner und leitete damit eine Renaissance der Abtauschvariante ein.

## Varianten
Die Hauptvariante ist 5. 0–0. Danach hat Schwarz folgende Möglichkeiten:
- 5. … f7–f6 6. d2–d4 und nun 6. … e5xd4 7. Sf3xd4 oder 6. … Lc8–g4
- 5. … Dd8–d6 bereitet die große Rochade und anschließenden Bauernangriff durch f7–f6, g7–g5 und h7–h5 vor. Stammpartie war Johan Barendregt – Dawid Bronstein, Europäische Mannschaftsmeisterschaft, Hamburg 1965. 6. Sb1–a3 ist die aktivste Erwiderung. Es droht Sa3–c4 mit Doppelangriff auf die Dame d6 und den Bauern e5. 6. … b7–b5 verhindert dies zwar, aber es liefert Angriffshebel gegen die eigentlich geplante schwarze Rochadestellung am Damenflügel. Schwarz müsste mit c6–c5 und Lc8–b7 umdisponieren.
- 5. … Lf8–d6 und nach 6. d2–d4 e5xd4 7. Dd1xd4 doch noch f7–f6
- 5. … Lc8–g4 6. h2–h3 h7–h5!
- 5. … Sg8–e7
- 5. … Dd8–f6

Seltener werden 5. d2–d4, wie es noch bei Lasker z. B. in Lasker – Capablanca, St. Petersburg 1914 üblich war, 5. Sb1–c3 wie in Aljechin – Teichmann, Berlin 1921 oder 5. d2–d3 gespielt. 5. Sf3xe5 gilt als minderwertig, da Schwarz durch 5. … Dd8–d4, mit Doppelangriff auf den Springer e5 und den Bauern e4, den Bauern zurückgewinnt und danach mindestens ausgeglichen steht.
Die Abtauschvariante kann mit der Zugfolge 3. … a7–a6 4. Lb5–a4 Sg8–f6 5. 0–0 Lf8–e7 verzögert werden, indem 5. La4xc6 oder erst 6. La4xc6 geschieht. Weiß verliert dadurch ein Tempo, im Gegenzug sind die schwarzen Figuren Le7 und Sf6 ungünstig aufgestellt.